# Radosławice
Radosławice [pronunciación en polaco: /radɔswaˈvit͡sɛ/] es un pueblo ubicado en el distrito administrativo de Gmina Nowa Sól, dentro del Distrito de Nowa Sól, Voivodato de Lubusz, en Polonia occidental. Se encuentra aproximadamente a 14 kilómetros al noreste de Nowa Sól y a 25 kilómetros al este de Zielona Góra.